# Secret Chiefs 3

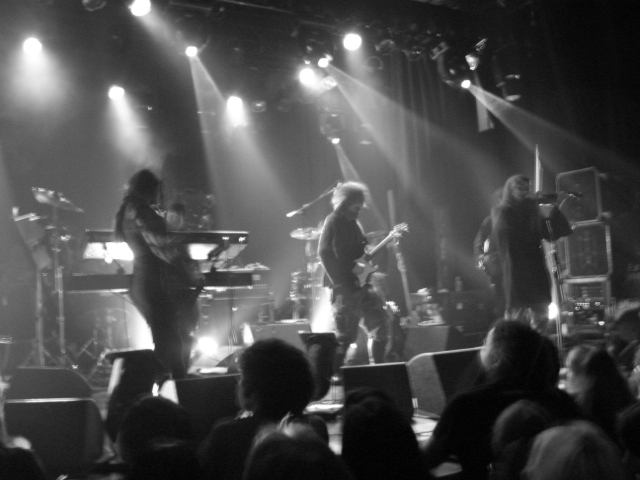
Secret Chiefs 3 en concert

Secret Chiefs 3 est un groupe multi-genres de la baie de San Francisco fondé en 1995 par Trey Spruance, alors guitariste de Mr. Bungle. 
À partir du premier album, la musique est intégralement composée, arrangée, enregistrée et mixée par Trey Spruance, si l'on exclut quelques titres improvisés du premier album et les différentes reprises. Tous les albums, à l'exception de ceux composés par John Zorn sont diffusés à partir du propre label de Trey Spruance, Web of Mimicry. Le groupe n'est formé initialement que de musiciens de Mr. Bungle, mais il change à chaque album, et il ne reste plus en 2005 aucun membre original, excepté Trey Spruance. 
La première apparition du groupe remonte à la sortie de la version vinyle de Disco Volante de Mr. Bungle. L'album étant trop long, la piste Platypus est pressée sur deuxième vinyle. C'est sur la face B de ce disque que l'on peut entendre les Secret Chiefs 3 pour la première fois. Il est alors composé de Trey Spruance, Trevor Dunn, et Danny Heifetz.
Après un premier album très proche de Mr. Bungle période Disco Volante, à base de morceaux courts et de changements incessants de rythme, les Secret Chiefs reviennent à des morceaux plus classiques avec Hurqalya. L'album est un mélange de surf music, de musique de film et de musique indienne, agrémenté d'effets électroniques et de distorsions diverses. La dimension mystique du groupe apparaît clairement à partir de ce moment. L'album Book M est plus encore marqué par les influences orientales. Le violon d'Eyvind Kang, les percussions et les instruments orientaux sont omniprésents.
En 2004, Trey Spruance décide de séparer le groupe en sept entités distinctes : Ishraquiyun, Forms, Holy Vehm, Traditionalists, UR, Electromagnetic Azoth et NT Fan. Chaque sous-groupe se spécialise ainsi dans un style   : musique orientale, marches funèbres, death metal, musique de film, surf rock et un mélange de tout cela. Le premier album suivant ce concept est Book of Horizons qui est annoncé comme le premier opus d'une trilogie. Malgré l'aspect compilation dû aux nombreux styles utilisés, l'album reste très cohérent.
Les livrets des derniers albums sont particulièrement fournis et fourmillent de références ésotériques et mystiques dont est friand Spruance. Celui de Book M est ainsi presque uniquement composé de messages cryptés.
Le groupe a sorti un album rétrospectif de sa musique en 2007, ainsi qu'une série de quatre vinyles 33 tours de deux titres chacun. En 2008 est sorti Xaphan, un album écrit par John Zorn et joué par les Secret Chiefs 3.
Contre toute attente, en mai 2009 sort " Secret Chiefs 3: Traditionalists. Le Mani Destre Recise Degli Ultimi Uomini " un album issu du sous-groupe Traditionalists conçu comme la BO d'un film d'horreur et inspiré des grands compositeurs italiens au cinéma.
Après la sortie de Book of Souls - Folio A en 2013 et Perichoresis en 2014, le fondateur du groupe met à disposition sur sa page Bandcamp ce qu'il nomme des Musica Practica*Geek Pack. Ce concept offre la possibilité aux fans de télécharger les pistes séparées d'un de ses morceaux bien connu, Bereshit, pour pouvoir ensuite, chez soi, remixer le titre à sa façon à la manière d'un ingénieur du son en studio. Trey Spruance explique qu'il espère, avec cette idée, "ouvrir une fenêtre sur certaines des subtilités musicales qui sont enfouies dans le brouillard dense des mixages de SC3. [Il souhaite] aussi donner aux créateurs une certaine liberté pratique pour explorer en profondeur le processus de mixage." Un deuxième Geek Pack autour du morceau Halloween sort un an plus tard.

## Albums
- First Grand Constitution and Bylaws  (1996)
- Second Grand Constitution and Bylaws - Hurqalya   (1998)
- Eyes of flesh eyes of flame    (1999)
- Book M    (2001)
- Book of Horizons    (2004)
- Path of Most Resistance (best of)    (2007)
- Xaphan: Book of Angels Volume 9 (musique composée par John Zorn, neuvième volume de la collection Book of Angels)    (2008)
- Le Mani Destre Recise Degli Ultimi Uomini (dans l'incarnation Traditionalists)    (2009)
- Book of Souls – folio A (2013)
- Perichoresis (dans l'incarnation Ishraqyun) (2014)
- Malkhut: Book Beriah volume 10 (musique composée par John Zorn) (2018)